# Kopačin Dol
Kopačin Dol (makedonska: Копачин Дол) är en ort i Nordmakedonien. Den ligger i kommunen Želino, i den nordvästra delen av landet, 25 kilometer väster om huvudstaden Skopje. Kopačin Dol ligger 502 meter över havet och antalet invånare är 715.